# Yokomichi Yonosuke
Yokomichi Yonosuke (横道世之介? lett. "La storia di Yonosuke") è un film del 2013 diretto da Shūichi Okita.
Pellicola giapponese con protagonisti Kengo Kōra, Yuriko Yoshitaka e Sōsuke Ikematsu. La storia si basa su quella raccontata nel romanzo omonimo dello scrittore Shūichi Yoshida, pubblicato nel 2009.
Il film è stato presentato in prima europea nell'aprile 2013 al Far East Film Festival di Udine. La canzone presente al suo interno, Ima o ikite è eseguita dal gruppo degli Asian Kung-Fu Generation

## Trama
Ambientata negli anni ottanta, viene narrata la vicenda del diciottenne Yonosuke, giunto a Tokyo per frequentare l'università, proveniente da Nagasaki. Presto incontra una ragazza, Shoko, che diviene la sua fidanzata e che è figlia del presidente di un'importante azienda. Ha anche un caro amico di nome Ippei.